# PFLAG China
A PFLAG China (chinês: 同性恋亲友会), fundada em Cantão em 28 de junho de 2008, é uma ONG formada por indivíduos LGBT, seus pais, amigos e simpatizantes para servir e apoiar pessoas LGBT. A PFLAG China é uma organização independente, nomeada após a organização americana chamada PFLAG. 

## História
- 28 de junho de 2008 
  - Fundada em Cantão, China;
- Janeiro 2009 
  - Realizou a 1ª Conferência Nacional LGBT em Cantão, China;
- Dezembro 2009 
  - Realizou a 2ª Conferência Nacional LGBT em Cantão, China;
- Agosto de 2010 
  - Realizou a 3ª Conferência Nacional LGBT em Pequim, China;
- Agosto de 2011 
  - Abriu um escritório em Cantão;
- Outubro de 2011 
  - Realizou a 4ª Conferência Nacional LGBT em Cantão, China;
- Novembro de 2011 
  - Realizou a Conferência Regional LGBT em Wuhan, Hubei;
- Fevereiro de 2012 
  - Lançou a primeira linha direta para pessoas LGBT;
- Abril de 2012 
  - Realizou a Conferência LGBT Regional em Hangzhou, Zhejiang;
- Junho de 2012 
  - Realizou a Conferência Regional LGBT em Shenyang, Liaoning;
- Setembro de 2012 
  - Realizou a 5ª Conferência Nacional LGBT em Chengdu, China

### Conferência Nacional LGBT
Desde 2009, a PFLAG China realiza uma Conferência Nacional LGBT anual em diferentes cidades da China. A Conferência oferece uma chance para as pessoas LGBT, seus pais e amigos se comunicarem, ajudar os indivíduos LGBT a serem aceitos pelos pais e amigos e trabalhar na melhoria de sua auto-identidade. A Conferência também busca atrair mais pessoas LGBT, pais e amigos para participar do Movimento de Direitos LGBT e criar um ambiente social mais saudável e digno para essas pessoas. 

### Linha direta 400
A PFLAG China lançou a primeira linha direta 400 para pessoas LGBT e seus pais. A linha atende a pais de gays e lésbicas, bem como psiquiatras, com o objetivo de fornecer informações e apoio corretos para ajudá-los em suas dificuldades. 